# 納瓦薩島吉氏指鰧
納瓦薩島吉氏指鰧（學名：Gillellus inescatus），為輻鰭魚綱䲁形目指鰧科吉氏指鰧屬的一個種，分布於中西大西洋美國納瓦薩島西北角海域，深度27至30公尺，本魚體扁，向尾部逐漸變細，眼長於頭頂，不在柄上，尖端有一圈鱗片，口上翹，下頜外突，下唇有4片皮瓣，上唇無，鰓蓋上有褶邊皮瓣，背鰭起點於頸背，背鰭硬棘14枚、背鰭軟條26枚、臀鰭硬棘2枚、臀鰭軟條30枚，側線在背鰭棘狀部分後方略向下彎曲，腹鰭著生於喉下，每節有1、3根鰭條，體白色，頭頂、吻部、頰部、背部至胸鰭基部有藍色斑點，眼後下方有4條細橫帶，頰部有3條寬斜橫帶，鰓蓋白色，有一圈紅褐色環，身體上2/3處從頸背到尾鰭基部有8個紅褐色鞍狀突起，體長可達3.5公分，棲息在有沙底質海床，生活習性不明。